# کلی رولند
کِلِندریا تِرین رولند (به انگلیسی: Kelendria Trene Rowland) (زادهٔ ۱۱ فوریه ۱۹۸۱) که معمولاً با نام کلی رولند شناخته می‌شود، خواننده، بازیگر، رقصنده و مدل آمریکایی است. او به‌عنوان یکی از اعضای بنیان‌گذار گروه دخترانه آمریکایی دستینیز چایلد شناخته شد و به شهرت رسید.
رولند در سال ۲۰۰۲ با نلی، رپر در اجرای آهنگ «تنگنا» همکاری کرد که حاصل کار موفق بود و در چند کشور رتبه یک را در جدول پرفروش‌ترین ترانه‌ها به‌دست‌آورد. سپس نخستین آلبوم انفرادی خود را با نام کاملاً عمیق منتشر کرد که در جدول بیلبورد ۲۰۰ در جمع ۱۵ آلبوم پرفروش روز قرار گرفت و موفق به کسب گواهینامه طلای انجمن صنفی ضبط موسیقی آمریکا شد. این آلبوم از نظر تجاری موفق بود و بیش از ۲ میلیون نسخه در سراسر دنیا فروش داشت.
در پی انحلال گروه دستینیز چایلد در سال ۲۰۰۵، رولند دومین آلبومش را در سال ۲۰۰۷ با نام خانم کلی به بازار عرضه کرد که ترانهٔ «Work» از آن آلبوم در بریتانیا تا ردهٔ ۴اُم جدول پرفروش‌ترین‌ها صعود کرد. در سال ۲۰۰۹، به دومین شماره یک خود دست یافت. این موفقیت پس از همکاری او با دی‌جی فرانسوی داوید گتا در آهنگ «When Love Takes Over» به‌دست آمد. این آهنگ دومین جایزه گرمی را نیز برای رولند به‌عنوان هنرمند انفرادی به همراه داشت.

## زندگی‌نامه
رولند با نام «کِلِندریا تِرین رولند» در ۱۱ فوریه ۱۹۸۱ در آتلانتا، جورجیا زاده شد. او دختر دوریس رولند گریسون و کریستوفر لووت بود که پس از به دنیا آمدن کِلی با هم ازدواج کردند. مادر کلی هنگامی که او هفت ساله بود، پدرش را که یک الکی بدرفتار بود، ترک کرد. او در هشت سالگی به هوستون نقل مکان کرد. رولند همراه با دوستانش، بیانسه نولز و لاتاویا روبرسون وارد یک گروه رپ‌خوانی و رقص شد. آنها بعدها گروهی را با مدیریت پدر بیانسه تشکیل دادند که در سال ۱۹۹۳ به دستینیز چایلد تغییر نام داد. این گروه در سال ۲۰۰۵ منحل شد و پس از آن رولند و دیگر اعضای گروه یعنی بیانسه و میشل ویلیامز هر یک به‌طور جداگانه کار و فعالیت هنری خود را ادامه می‌دهند.
او افزون بر خوانندگی، از سال ۱۹۹۹ تاکنون در حدود ۲۰ برنامه، فیلم و مجموعه تلویزیونی حضور داشته و بازی کرده‌است.

## آلبوم‌ها
- Simply Deep :۲۰۰۲
- Ms. Kelly :۲۰۰۷
- Here I Am :۲۰۱۱
- ۲۰۱۳: Talk a Good Game

## فیلم‌شناسی
- ۲۰۰۳: فردی علیه جیسون
- ۲۰۱۱: هیچی غیر از بیت (مستند)
- ۲۰۱۹: هوم‌کامینگ (مستند)
- ۲۰۲۲: نفرین پل هالو
- ۲۰۲۳: رنسانس: فیلمی از بیانسه (مستند)
- ۲۰۲۴: میا کولپا

## تورها
- ۲۰۰۳: Simply Deeper Tour
- ۲۰۰۷: Ms. Kelly Tour
- ۲۰۱۰: Supafest
- ۲۰۱۳: Lights Out Tour

## جایزه‌ها
- ۲۰۰۳: برنده جایزه گرمی برای آهنگ «تنگنا» (Dilemma)، بهترین رپ/خواننده همکار
- ۲۰۱۰: برنده جایزه ASCAP زن برجسته صنعت موسیقی
- ۲۰۱۰: برنده جایزه گرمی برای آهنگ «وقتی که عشق …» (When Love Takes Over)، بهترین رمیکس/غیر کلاسیک
- ۲۰۱۰: برنده جایزه بهترین ترک پاپ دنس در جوایز موسیقی رقص بین‌المللی، برای آهنگ «وقتی که عشق …» (When Love Takes Over)